# 季霍尼夫卡 (梅利托波爾區)
46°55′16″N 35°32′24″E / 46.92111°N 35.54000°E
季霍尼夫卡（烏克蘭語：Тихонівка）是位於烏克蘭東南部的村莊，由扎波羅熱州梅利托波爾區的米爾內市鎮負責管轄。該村始建於1793年，面積2.46平方公里，海拔高度18米，2001年人口363，人口密度每平方公里147.8人。

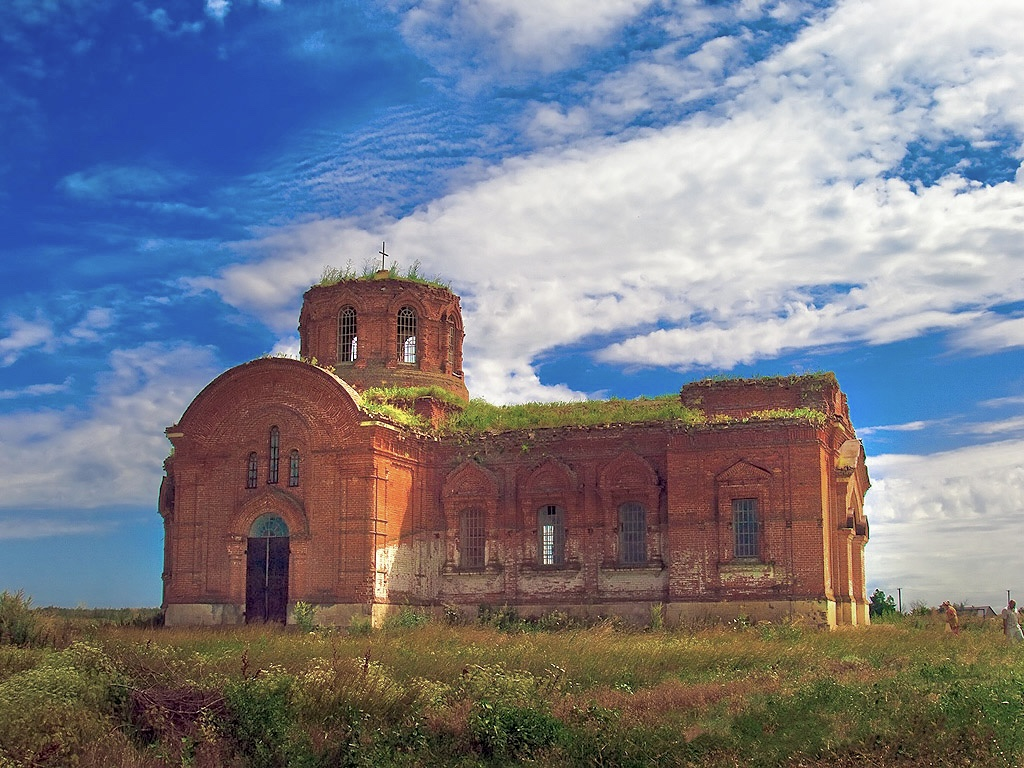